# 獅頭 (高雄市)
獅頭，是台灣高雄市三民區的一個傳統地域名稱，位在該區東南部。

## 歷史
台灣日治初期，獅頭隸屬於赤山里赤山庄（舊制街庄）。
1920年（大正九年）10月1日，全台地方制度大改正，廢十二廳改設五州二廳，本地區改制為「赤山」大字「獅頭」小字，隸屬於高雄州鳳山郡鳳山街（新制街庄）。1940年（昭和十五年）10月1日，本地區拆出獨立成為「獅頭」大字，並改隸屬於州轄高雄市。
戰後高雄市改制為省轄高雄市，大字亦改制為里。1946年（民國35年），高雄市劃分為10個區，本地區隸屬於三民區。1979年（民國68年）7月1日，高雄市升格為院轄高雄市。2010年（民國99年）12月25日，高雄縣、市合併為現今院轄高雄市。